# Oaristes snelli
Oaristes snelli är en insektsart som först beskrevs av Frederick Arthur Godfrey Muir 1929.  Oaristes snelli ingår i släktet Oaristes och familjen sporrstritar. Inga underarter finns listade i Catalogue of Life.